# Кастильоне Тинела
Кастильо̀не Тинѐла (на италиански: Castiglione Tinella; на пиемонтски: Castion Tinela, Кастийон Тинела) е село и община в Северна Италия, провинция Кунео, регион Пиемонт. Разположено е на 408 m надморска височина. Населението на общината е 895 души (към 2015 г.).